# モスコフスカヤ駅 (サンクトペテルブルク地下鉄)
モスコフスカヤ駅（モスコフスカヤえき、ロシア語: станция Московская）は、サンクトペテルブルク地下鉄2号線の駅である。

## 接続
プルコヴォ空港へ向かう39番、39Э番バスと接続する。

## 歴史
- 1969年12月25日：開業。

## 隣の駅
サンクトペテルブルク地下鉄
■2号線（モスクワ・ペトログラード線）
ズビョージュナヤ駅 - モスコフスカヤ駅 - パールク・パベーディ駅